# Immergrüne Partie
Die Immergrüne Partie ist eine Schachpartie zwischen Adolf Anderssen und Jean Dufresne, die im Juli 1852 in Berlin gespielt wurde. Wegen der glänzenden Schlusskombination wurde sie in zahllosen Publikationen abgedruckt.

## Bezeichnung
Der spätere Schachweltmeister Wilhelm Steinitz bezeichnete sie, wie oft zu lesen ist, als „Immergrün im Lorbeerkranze des größten deutschen Schachmeisters“. Gemeint ist anscheinend Immergrün, das von alters her als Symbol der Jugend in Kränze geflochten wurde. Die übertragene Bedeutung kommt in der französischen Bezeichnung als „Ewigjunge Partie“ (La Toujours Jeune) zum Ausdruck. In einer Originalquelle bezieht sich die Bemerkung von Steinitz („An Evergreen in the laurel crown of the departed Chess hero.“) speziell auf den 19. Zug von Weiß und die Einleitung der folgenden Kombination.

## Anderssen – Dufresne
1. e2–e4 e7–e5 2. Sg1–f3 Sb8–c6 3. Lf1–c4 Lf8–c5 4. b2–b4 Lc5xb4
Das Evans-Gambit, eine zu der Zeit sehr populäre Eröffnung, bei der Weiß einen Bauern für Angriff opfert.
5. c2–c3 Lb4–a5 6. d2–d4 e5xd4 7. 0–0 d4–d3
Schwarz schlägt nicht auf c3, um die Entwicklung des weißen Springers auf dieses Feld nicht zuzulassen, und weil andererseits Weiß mit c3xd4 ein imposantes Bauernzentrum zu bilden drohte.
8. Dd1–b3 Dd8–f6 9. e4–e5 Df6–g6 10. Tf1–e1 Sg8–e7 11. Lc1–a3 b7–b5
Schwarz opfert seinerseits einen Bauern, um die Entwicklung seines Damenflügels voranzutreiben.
12. Db3xb5 Ta8–b8 13. Db5–a4 La5–b6 14. Sb1–d2 Lc8–b7 15. Sd2–e4 Dg6–f5 16. Lc4xd3 Df5–h5
Mit seinem nächsten Zug opfert Weiß eine Figur. Objektiv stärker wäre jetzt der Zug 17. Se4–g3 gewesen, allerdings hatte Anderssen schon hier die in der Partie folgende Kombination geplant.
17. Se4–f6+ g7xf6 18. e5xf6 Th8–g8
|   | a | b | c | d | e | f | g | h |   |
| 8 |   |   |   |   |   |   |   |   | 8 |
| 7 |   |   |   |   |   |   |   |   | 7 |
| 6 |   |   |   |   |   |   |   |   | 6 |
| 5 |   |   |   |   |   |   |   |   | 5 |
| 4 |   |   |   |   |   |   |   |   | 4 |
| 3 |   |   |   |   |   |   |   |   | 3 |
| 2 |   |   |   |   |   |   |   |   | 2 |
| 1 |   |   |   |   |   |   |   |   | 1 |
|   | a | b | c | d | e | f | g | h |   |

Stellung nach dem 18. Zug von Schwarz
In dieser Stellung spielt Anderssen einen Zug, der wie ein grober Fehler aussieht, da sein Gegner mit seinem nächsten Zug wegen der Fesselung auf der g-Linie eine Figur gewinnt sowie ein einzügiges Schachmatt auf g2 droht.
19. Ta1–d1 Dh5xf3
Es ist Dufresne kaum zu verübeln, dass er die Absicht von Anderssen nicht durchschaute. Der weiße Turmzug, den Steinitz und viele andere Kommentatoren lobten, ist objektiv gesehen zweifelhaft. Nach dem von Paul Lipke im Jahr 1898 vorgeschlagenen 19. … Tg8–g4 wäre es nicht zu dem folgenden Partieschluss gekommen. Es gibt danach keinen klaren Gewinn für Weiß, z. B. kann folgen 20. Ld3–c4 Dh5–f5 21. Td1xd7 Ke8xd7 22. Sf3–e5+ Kd7–c8 23. Se5xg4 Se7–d5 24. Da4–d1 Sd5xf6 25. Lc4–d3 Dh5xg4 26. Dd1xg4 Sf6xg4 27. Ld3–f5+ Kc8–d8 28. Te1–d1+ Sc6–d4 29. Lf5xg4 Lb7–d5 30. c3xd4 Ld5xa2.
20. Te1xe7+ Sc6xe7
Dufresne lässt ein spektakuläres Matt zu, allerdings hätte ihn auch der bessere Zug 20. … Ke8–d8 nicht mehr gerettet, z. B. 21. Te7xd7+ Kd8–c8 22. Td7–d8+ Kc8xd8 23. Ld3–e2+ Sc6–d4 24. Le2xf3 Lb7xf3 25. g2–g3 Lf3xd1 26. Da4xd1 c7–c5 27. c3xd4 c5xd4 28. La3–e7+ mit Gewinnstellung.
21. Da4xd7+ Ke8xd7 22. Ld3–f5+ Kd7–e8 23. Lf5–d7+ Ke8–f8 24. La3xe7 matt.